# برونو بالانته
برونو بالانته (انگلیسی: Bruno Ballante; ۱۵ آوریل ۱۹۰۶ – ۲۵ دسامبر ۱۹۷۷) بازیکن فوتبال اهل ایتالیا بود.
از باشگاه‌هایی که در آن بازی کرده‌است می‌توان به باشگاه فوتبال آ.اس. رم، باشگاه فوتبال فیورنتینا، و باشگاه فوتبال پیزا اشاره کرد.